# Büyükkardeş, Nusaybin
Büyükkardeş là một xã thuộc huyện Nusaybin, tỉnh Mardin, Thổ Nhĩ Kỳ. Dân số thời điểm năm 2010 là 1.056 người.